# Ермолино (Пермский край)
Ермолино — деревня в Берёзовском районе Пермского края. Входит в состав Переборского сельского поселения.

## Географическое положение
Деревня расположена в нижнем течении реки Култым (левый приток реки Шаква), к северу от райцентра, села Берёзовка.

## Население
| 2010 | 2014 | 2015 | 2016 |
| ---- | ---- | ---- | ---- |
| 7    | →7   | ↘6   | →6   |

## Топографические карты
- Лист карты O-40-79. Масштаб: 1 : 100 000. Издание 1980 г.